# Naboo

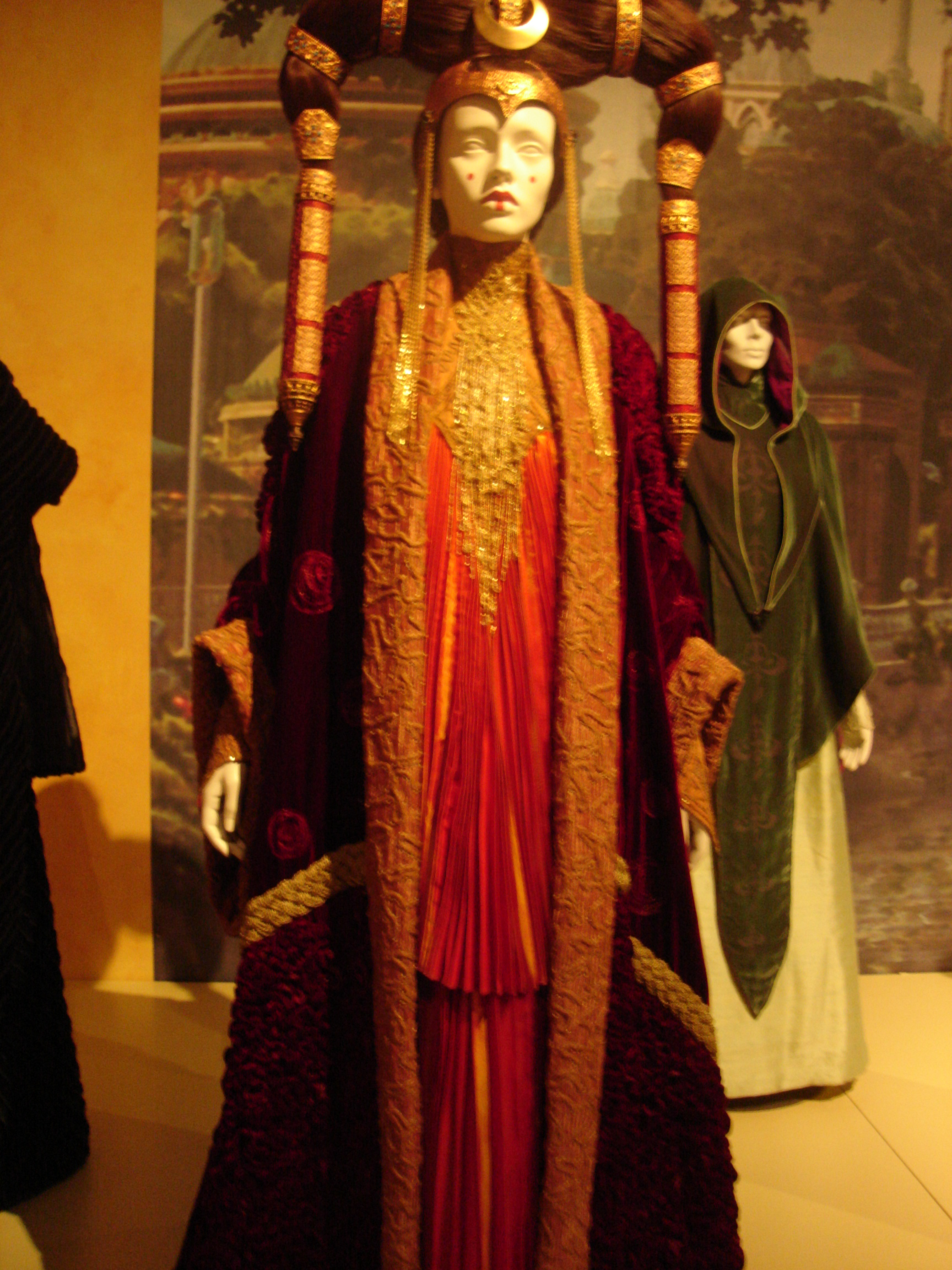
Kostuum van de koningin van Naboo

Naboo is een planeet in het fictieve Star Warsuniversum. De planeet speelt een belangrijke rol in Star Wars: Episode I: The Phantom Menace. De planeet is ook te zien in Episode II, III en VI. Naboo is de geboorteplaneet van zowel Padmé Amidala (die er ook begraven wordt) als Palpatine. R2-D2 is ook afkomstig van Naboo.
De planeet wordt bevolkt door :
- de Gungans, humanoïden (lijkend op een mens) die in de wouden en onder water leven in verborgen steden. Zij zijn de oorspronkelijke bewoners van de planeet.
- de Naboo, een vreedzaam volk. Hun legers zijn dan ook klein. Ze leven in de open natuur en prachtige steden. Zij zijn degenen die de planeet koloniseerden.

## Locaties

### Gungan Sacred Place
De Gungan Sacred Place is de heilige plaats van de Gungans. In Star Wars: Episode I: The Phantom Menace vluchten ze hiernaartoe als de Battle droids Otoh Gunga aanvallen. Deze plaats bevindt zich in het dichte woud nabij het meer waar hun hoofdplaats Otoh Gungan is.

### Otoh Gunga
Otoh Gunga is de hoofdstad van de Gungans. De stad is verborgen onder het wateroppervlakte van een meer op Naboo. Geen mens is er ooit geweest, behalve de twee Jedi Obi-Wan Kenobi en Qui-Gon Jinn, die aan de verbannen Gungan Jar Jar Binks vroegen hoe ze zo snel mogelijk in de hoofdstad van de Gungans konden komen. De stad is een aaneenschakeling van lichtgevende bellen in het donkere water. De bellen zijn gemaakt met een hydrostatisch krachtveld waarin lucht zit. Men kan door de wand van de bellen heen zwemmen. Zoals veel van de Gungan Technologie zijn ook deze grondstoffen gegroeid. In de stad bevindt zich ook de High Board Room van de Gungan republikeinse Raad.

### Theed
Theed is de hoofdstad van de Naboo. In de hoofdstad is het Koninklijke paleis waar de verkozen soeverein woont. Het is deels gebouwd aan een klif waar een waterval doorheen de stad stroomt. Doorheen de stad en de klif is een netwerk van geheime gangen. Dit gangenstelsel wordt door Padmé Amidala gebruikt om te ontsnappen tijdens de invasie van Naboo in aanloop van de slag om Naboo.

## Episode I:The Phantom Menace
De Handelsfederatie (Trade Federation) voerde een aanval uit op de planeet Naboo met haar Droidlegers. De aanval werd afgeweerd door een gezamenlijk leger van de Naboo en de Gungans. Jar Jar Binks is hierbij gepromoveerd tot generaal. De vernietiging van het controleschip door een jonge Anakin Skywalker zorgde ervoor dat de Droids onbestuurbaar werden en de oorlog werd gewonnen. Federatieleiders Nute Gunray en Rune Haako werden berecht op Coruscant voor hun wandaden. Tijdens de oorlog vond ook een duel plaats tussen Jedi Qui-Gon Jinn en Obi-Wan Kenobi met de Sith-Lord Darth Maul waarbij Qui-Gon Jinn en Darth Maul omkwamen. Qui-Gon Jinn wordt gecremeerd op Naboo. De crematie werd bijgewoond door de nieuwe Kanselier van de Republiek, Palpatine. Ook de Jedi Raad is aanwezig. Na de crematie vindt er een grote parade plaats om de overwinning van de Slag om Naboo te vieren. Boss Nass, leider van de Gungans houdt de vredesbol omhoog.
In de deleted scenes van The Phantom Menace proberen Qui-Gon, Obi-Wan en Jar Jar uit de Bongo (onderzeeër) te ontsnappen terwijl deze van een Nabooaanse waterval naar beneden valt.

## Episode II:Attack of the Clones
Tien jaar na Episode I wordt het universum bedreigd door aanvallen en aanslagen. Na zo'n aanslag moet de Senator van Naboo (Amidala) worden beschermd en begeleid naar haar thuisplaneet, aangezien Coruscant te onveilig is. Anakin Skywalker begeleidt Amidala tijdens zijn eerste solomissie als een Jedi. Het tweetal wordt al snel erg verliefd op elkaar. De prachtige omgeving van Naboo versterkt deze liefde alleen maar. Skywalker en Amidala trouwen in het geheim met elkaar op Naboo, want een Jedi mag geen banden hebben.
In de deleted scenes van Attack of the Clones gaan Anakin en Padmé naar het huis van haar ouders en zussen op Naboo.

## Episode III:Revenge of the Sith
Nadat ze gestorven is bij de bevalling, wordt er afscheid genomen van Senator Padmé Amidala op de planeet Naboo. Amidala's familie, Gunganleider Boss Nass en Jar Jar Binks zijn hierbij aanwezig.

## Episode VI:Return of the Jedi
Nadat het Galactisch Keizerrijk door de Rebellen is overwonnen, vindt er een groot feest plaats op de vreedzame planeet. Ironisch genoeg was Keizer Palpatine ooit een Senator van Naboo.

## Koninginnen van Naboo
- Episode I: Koningin Padmé Amidala
- Episode II: Koningin Jamillia
- Episode III: Koningin Apailana

## Andere media
In de animatieserie Star Wars: The Clone Wars speelt de planeet Naboo ook een rol. Deze serie speelt zich af tussen Episode II en III.